# Schinhorn
Schinhorn är en bergstopp i Schweiz. Den ligger i distriktet Brig och kantonen Valais, i den centrala delen av landet. Toppen på Schinhorn är 3 797 meter över havet.
Terrängen runt Schinhorn är huvudsakligen mycket bergig. Den högsta punkten i närheten är Aletschhorn, 4 195 meter över havet, 3,9 km öster om Schinhorn.
Trakten runt Schinhorn är permanent täckt av is och snö.